# Albert Tannenbaum
Pour les articles homonymes, voir Tannenbaum.
Albert Allie Tannenbaum (17 janvier 1906 — novembre 1976) est un mafieux américain membre de la Yiddish Connection.

## Biographie
Tannenbaum est né à Nanticoke, en Pennsylvanie, son père Sam et sa mère Anna Tannenbaum (née Schwartz) ont déménagé à la Lower East Side à Manhattan, quand Albert avait l'âge de trois ans, puis la famille a à nouveau déménagé à Brooklyn. Il a quitté l'école à l'âge de 17 ans pour travailler comme garçon de café dans le quartier de la mode. Après un passage en tant que vendeur, il a commencé à travailler au Loch Sheldrake Country Club, qui était détenu par son père. Quand Tannenbaum a eu 25 ans, il a rencontré un invité clubbiste du nom de Jacob "Gurrah" Shapiro, un proche collaborateur du célèbre gangster juif Lepke Buchalter. Shapiro a estimé que Tannenbaum avait ce qu'il fallait pour devenir un tueur à gages de la mafia, et l'a présenté à la pègre.
Tannenbaum a rapidement gravi les échelons de la violence criminelle organisée. Il a commencé comme briseur de grève étant payé 50 $ par semaine, son salaire a été porté à 75 $, puis plus tard à 100 $. Quand il est devenu un tueur à gages à part entière. Il a été payé 125 $ par semaine pour ses services.
Son plus célèbre assassinat a été celui de Harry Greenberg, surnommé "Big novice", à Los Angeles le 22 novembre 1939. Tannenbaum a suivi Greenberg à Montréal, puis à Detroit avant de finalement de le rattraper à Los Angeles et le tuant sous la supervision de Bugsy Siegel.
Cependant, en 1940, sous la pression des autorités de Brooklyn, Tannenbaum est devenu un "mouchard" lui-même, en témoignant au procès de Buchalter sur l'implication de Lepke et Charles Workman dans l'assassinat de Dutch Schultz, entre autres.
En 1950, Tannenbaum a témoigné dans le procès de l'assassinat de Jack Parisi.
Tannenbaum est mort au large des côtes de la Floride en 1976.